# Vena Sera
Vena Sera — четвёртый альбом американской рок-группы Chevelle, выпущенный 3 апреля 2007 года на лейбле Epic Records. Дебютировал на #12 месте в США, с тиражом 62 000 копий .К сентябрю 2008 года Vena Sera разошлась тиражом 353 740 копий в США.
Vena Sera стал первой пластинкой группы, с басистом Дином Бернардини, шурин Пита и Сэма Лоуфлера.
Многие песни были основаны на невыпущенных композициях группы с прошлых записей. «Vena Sera» является латинским аналогом слова «венозная жидкость» или «Кровь».
Первым синглом стала композиция «Well Enough Alone», вышедшая 13 февраля. 31 мая 2007 года, барабанщик Сэм Лоуфлер сказал, что композиция «I Get It» станет вторым синглом. Песня попала в радиоэфир 12 июня 2007 года. В конце декабря было анонсировано, что третьим синглом станет «The Fad», который и оказался в ротации 17 января 2008 года. Песня «Antisaint» попала в саундтрек к игре MLB 07: The Show.

### Этимология
Vena Sera имеет множество вариантов трактовок и значений. Оно переводится как «Вечер Вены» или «Вечерняя Вена» в итальянском языке и «В подобии вены» в латинском. Однако Пит Лофлер сказал, что название альбома означает «Vein Liquid» и описал его как «кровь группы и работа, которую мы вложили в альбом».

## Список композиций
| №   | Название                  | Длительность |
| --- | ------------------------- | ------------ |
| 1.  | «Antisaint»               | 4:21         |
| 2.  | «Brainiac»                | 3:21         |
| 3.  | «Saferwaters»             | 4:11         |
| 4.  | «Well Enough Alone»       | 4:18         |
| 5.  | «Straight Jacket Fashion» | 4:02         |
| 6.  | «The Fad»                 | 3:37         |
| 7.  | «Humanoid»                | 3:59         |
| 8.  | «Paint the Seconds»       | 3:58         |
| 9.  | «Midnight to Midnight»    | 4:24         |
| 10. | «I Get It»                | 3:55         |
| 11. | «Saturdays»               | 4:06         |

| №   | Название           | Длительность |
| --- | ------------------ | ------------ |
| 12. | «In Debt to Earth» | 4:12         |

| №   | Название                      | Длительность |
| --- | ----------------------------- | ------------ |
| 13. | «Sleep Walking Elite»         | 3:40         |
| 14. | «Delivery» (Compulsion Cover) | 3:03         |

## Чарты

### Альбом
| Year | Chart               | Position |
| ---- | ------------------- | -------- |
| 2007 | The Billboard 200   | 12       |
| 2007 | Top Rock Albums     | 4        |
| 2007 | Top Internet Albums | 6        |

### Синглы
| Год  | Песня               | Чарт                   | Позиция |
| ---- | ------------------- | ---------------------- | ------- |
| 2007 | «Well Enough Alone» | Mainstream Rock Tracks | 4       |
| 2007 | «Well Enough Alone» | Modern Rock Tracks     | 9       |
| 2007 | «Well Enough Alone» | Bubbling Under Hot 100 | 16      |
| 2007 | «I Get It»          | Mainstream Rock Tracks | 5       |
| 2007 | «I Get It»          | Modern Rock Tracks     | 4       |
| 2007 | «I Get It»          | Bubbling Under Hot 100 | 18      |
| 2008 | «The Fad»           | Mainstream Rock Tracks | 13      |
| 2008 | «The Fad»           | Modern Rock Tracks     | 39      |